# 1234

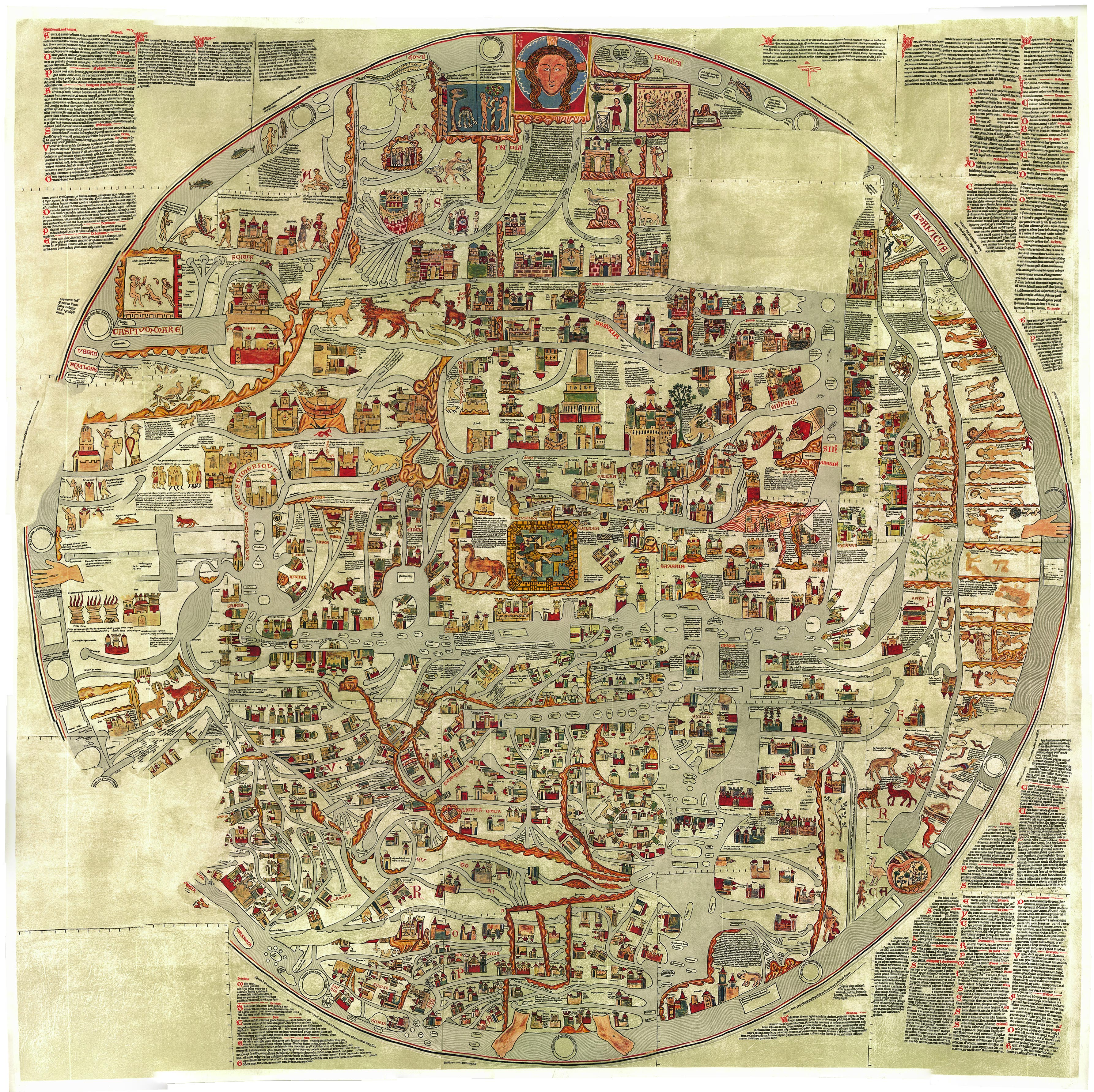
De Mappa Mundi van Ebstorf, mogelijk ca. 1234

Het jaar 1234 is het 34e jaar in de 13e eeuw volgens de christelijke jaartelling.

## Gebeurtenissen
april
- 7 - Als Sancho VII van Navarra kinderloos sterft, wordt zijn neef, graaf Theobald IV van Champagne, tevens koning van Navarra.

mei
- 27 - Slag bij Altenesch: Aartsbisschop Gerard II van Bremen verslaat opstandige boeren. Einde van de kruistocht tegen de Stedingers.

juli
- 13 - Dominicus Guzman wordt heilig verklaard.
- 19 - Graaf Floris IV van Holland komt in een toernooi te Corbie om het leven. Hij wordt opgevolgd door zijn zesjarige zoontje Willem II.

augustus
- 3 - Gouden Bul van Rieti of Pietati proximum. De door de Duitse Orde veroverde gebieden staan onder het gezag van de Heilige Stoel.

september
- 5 - Rex pacificus: de Liber Extra, een verzameling pauselijke decreten, wordt afgekondigd.

zonder datum
- De Mongolen samen met de Zuidelijke Song-dynastie verslaan de Jin-dynastie (de Jurchen) definitief. Noord-China valt geheel in Mongoolse handen.
- Hendrik VII komt in opstand tegen zijn vader keizer Frederik II.
- Harlingen krijgt stadsrechten.
- Lodewijk IX van Frankrijk trouwt met Margaretha van Provence.
- Het Begijnhof ter Hoye in Gent wordt gesticht.
- Theobald IV van Champagne verkoopt Sancerre en Châteaudun aan Frankrijk. In een rebellie tegen de Franse koning delft Theobald het onderspit, waarop hij Champagne moet onderwerpen aan het gezag van de Franse kroon.
- oudst bekende vermelding: Bytča

## Opvolging
- Holland - Floris IV opgevolgd door zijn zoon Willem II onder regentschap van diens oom Willem
- Meranië - Otto I opgevolgd door zijn zoon Otto II
- Navarra - Sancho VII opgevolgd door zijn neef Theobald IV van Champagne
- Servië - Stefan Radoslav opgevolgd door zijn broer Stefan Vladislav
- Zweden - Knoet II opgevolgd door Erik XI

## Afbeeldingen

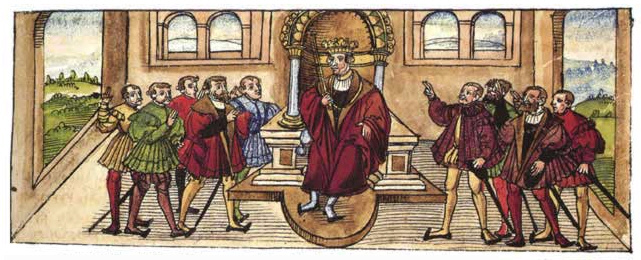
Koning Hendrik VII wordt gehuldigd door zijn aanhangers
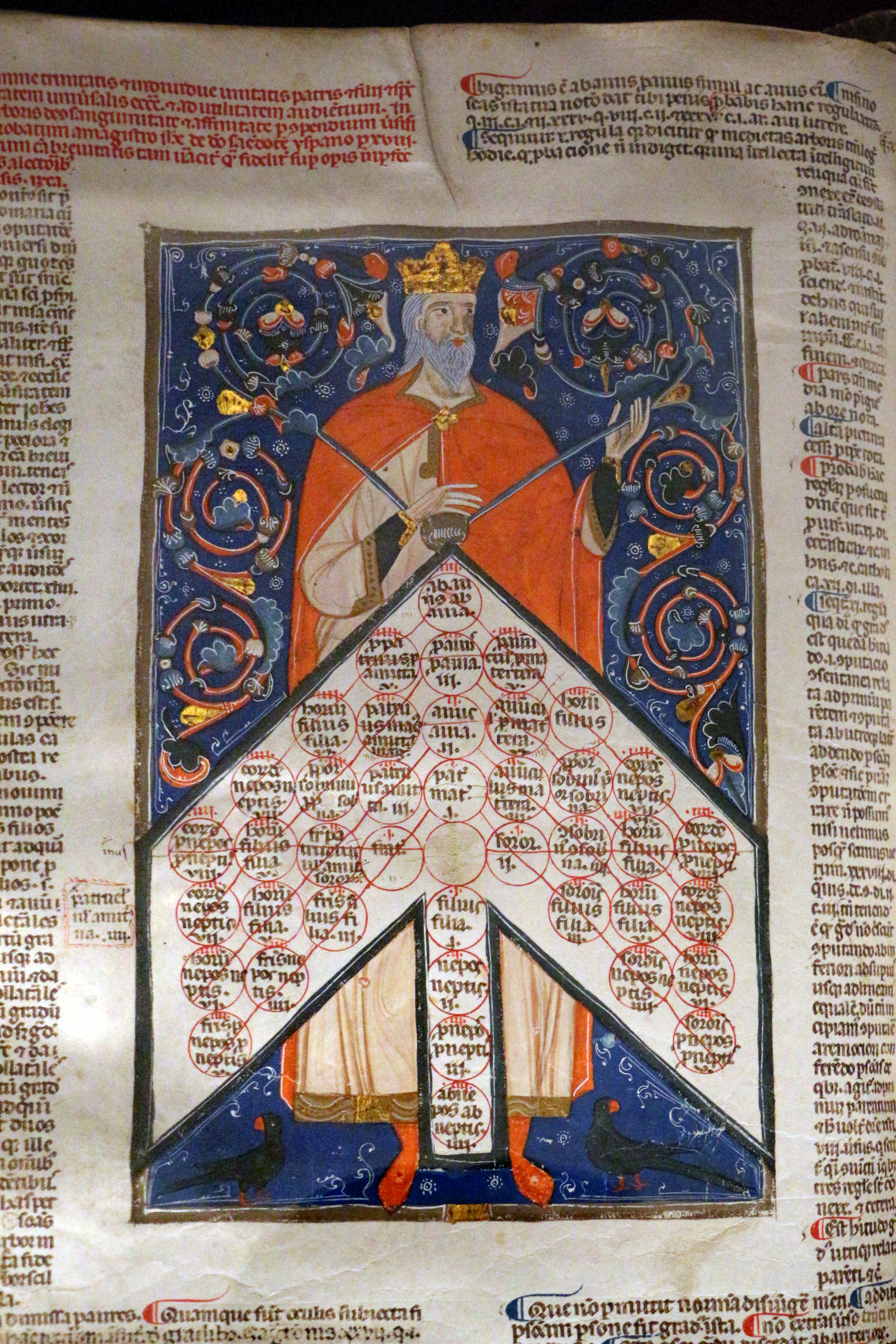
Gregorius IX en de Liber Extra
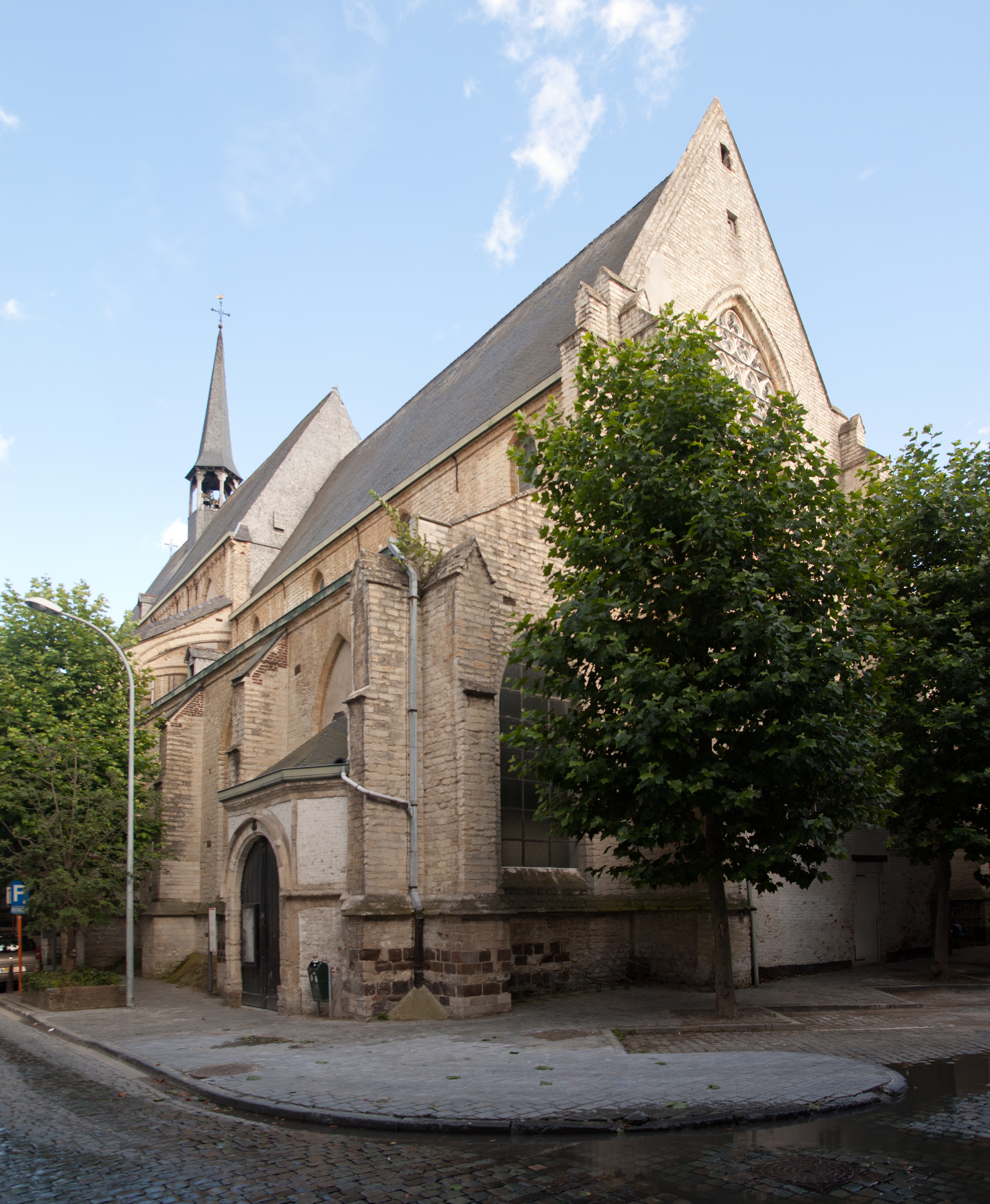
Onze-Lieve-Vrouw-ten-Predikherenkerk, Leuven, bouw begonnen ca. 1234

## Geboren
- Abaqa, Il-khan (1265-1282)
- Margaretha van Henneberg, Hollands edelvrouw
- Beatrix, gravin van Provence en echtgenote van Karel I van Napels (jaartal bij beandering)
- Rosa van Iterbo, Italiaans heilige (jaartal bij benadering)

## Overleden
- 3 maart - Robert III (~48), graaf van Dreux
- 17 mei - Willem I van Egmont, Hollands edelman
- 18 juni - Chukyo (15), keizer van Japan (1221)
- 24 juni - Jan VII van Arkel, Hollands edelman
- 19 juli - Floris IV, graaf van Holland
- 31 augustus - Go-Horikawa (22), keizer van Japan (1221-1232)
- Abi Mohammed Salih (~81), Marokkaans soefileider
- Knoet II, koning van Zweden (1229-1234)
- Michael Scot, Schots geleerde (jaartal bij benadering)
- Omar Ibn Al Faridh, Egyptisch dichter (jaartal bij benadering)
- Stefan Radoslav, koning van Servië (jaartal bij benadering)